# Bankend
Bankend is een plaats (town) in de Canadese provincie Saskatchewan en telt 95 inwoners (2001).